# Collins River (Old River)
Der Collins River ist ein Fluss im äußersten Südwesten des australischen Bundesstaates Tasmanien.

## Geografie
Der rund zehn Kilometer lange Fluss entspringt südlich der Centaurus Ridge in der Arthur Range im Zentrum des Southwest-Nationalparks. Von dort fließt er zunächst nach Süden bis zur Gorge Ridge, die er im Westen umfließt. Westlich dieses Gebirges biegt er erneut nach Süden ab und mündet in den Old River.